# James Carlos Blake
James Carlos Blake (* 26. Mai 1943 in Tampico, Mexiko; † 11. Januar 2025) war ein US-amerikanischer Autor von Romanen, Kurzgeschichten und Essays. Seine oftmals gewalttätigen Werke handeln größtenteils von gesellschaftlichen Außenseitern oder Gesetzlosen. Er wurde unter anderem mit dem Los Angeles Times Book Prize für den Roman Das Böse im Blut ausgezeichnet.

## Leben
Blake wurde in Mexiko als US-Amerikaner geboren. Nach seinem Highschool-Abschluss und dem Dienst bei den Fallschirmjägern der US-Armee studierte er in Florida und unterrichtete bis 1997 am College. Danach lebte er als freier Schriftsteller in Texas.

## Werke

### Romane
- 1995 The Pistoleer
  - Pistolero, dt. von Peter Torberg; Liebeskind, München 2015, ISBN 978-3-95438-051-0.
- 1996 The Friends of Pancho Villa
- 1997 In the Rogue Blood
  - Das Böse im Blut, dt. von Matthias Müller; Wilhelm Heyne Verlag, München 2013, ISBN 978-3-453-67684-8.
- 1998 Red Grass River
  - Red Grass River, dt. von Stefan Lux; Liebeskind, München 2018, ISBN 978-3-95438-087-9.
- 2000 Wildwood Boys
- 2002 A World of Thieves
- 2003 Under the Skin
- 2004 Handsome Harry
- 2005 The Killings of Stanley Ketchel
- 2012 Country of the Bad Wolfes
- 2013 The Rules of Wolfe
- 2015 The House of Wolfe
- 2017 The Ways of Wolfe
- 2020 The Bones of Wolfe